# Società Generale di Mutuo Soccorso fra gli artisti e gli operai di Perugia
La Società operaia di Mutuo Soccorso fra gli artisti ed artigiani di Perugia, denominata comunemente anche Società operaia di Mutuo Soccorso di Perugia, è una nobile ed antica associazione perugina, attiva dal 1861. È anche tra la più antiche Società di mutuo soccorso d'Italia

## Storia
La Società operaia venne fondata nel febbraio del 1861 ed ebbe la sua prima riunione il 1º marzo seguente:
«...Animati dal lodevole intento di ottenere con il risorgimento politico il risorgimento morale ed economico del popolo, alcuni benemeriti cittadini, convinti che il principio di associazione è la base sicura, vera ed indiscutibile di ogni civile progresso, sotto la tutela dello Statuto del nuovo Regno d'Italia, nel febbraio del 1861, con apposito programma invitarono la cittadinanza ad istituire una Società di artisti e di operai, allo scopo di reciprocamente farsi del bene con mutue sovvenzioni nei casi di malattia od altro infortunio e con lo sviluppo morale pel miglioramento delle classi...»
Tra i fondatori sono il patriota Carlo Bruschi, il barone Nicola Danzetta (primo sindaco di Perugia dopo l'Unità d'Italia), Raffaele Omicini, già attivo nel Governo Provvisorio del 1859 e primo presidente della Società, a cui poi seguirono Giacomo Negroni, Ugo Calindri, Aldo Stornelli e Guglielmo Miliocchi, rappresentanti sia della società borghese ed aristocratica perugina sia del popolo, degli artigiani e della Massoneria.
Nel corso della prima adunanza generale (tenuta nel ginnasio comunale) fu approvato, per acclamazione, il primo statuto e si procedette alla nomina del consiglio di direzione e di una deputazione incaricata di raccogliere il maggior numero di soci effettivi ed onorari: nel giro di quattro mesi si iscrissero 607 soci effettivi e 85 soci onorari.
Il primo statuto ammetteva come soci attivi, «...gli artigiani, i mestieranti, coloro che prestano l'opera manuale per mercede a mese e a giornata, gli esercenti professioni libere e i capi di negozio i quali abbiano domicilio in Perugia...».
Le donne, comprese tra i 14 e i 40 anni, erano ammesse, ma dovevano essere rappresentate davanti alla Società dai rispettivi padri, mariti o fratelli, non essendo loro concesso di intervenire alle adunanze. Con le prime modifiche statutarie del 1865 sarà loro permesso di partecipare alle assemblee generali, senza però diritto di voto, né consultivo, né deliberativo.
Sarà con lo statuto del 1888 che si parla ormai di ammissione come soci effettivi di cittadini perugini senza distinzione di sesso, anche se le donne restano ancora escluse dalla nuova categoria di contribuzione creata da questo stesso statuto.
Dal 1865 vennero ammessi come soci anche gli impiegati e i maestri elementari, pubblici o privati e tale ampliamento permise alla Società di allargare la propria sfera di influenza e di accrescere gradualmente il numero dei soci.
Non mancarono inoltre, fin dall'inizio, cospicue elargizioni da parte di enti vari della città tra cui il Collegio della mercanzia e del cambio, il Comune, la Cassa di risparmio, l'Ospedale di Santa Maria della Misericordia, ecc. i cui contributi incidevano per un buon terzo nel totale delle entrate sociali.
In seguito «la società si ritirò nell'ambito mutualistico» e «...inculcò soprattutto un senso di dignità nei suoi soci e in questo senso, sì, la possiamo considerare un'antesignana del movimento sindacale..», benché fosse sempre stata, per statuto, di natura apartitica.
Scopo precipuo della Società, come recita l'art. 2 dello statuto del 1861, fu fin dall'origine, quello della:
«...fratellanza e mutuo soccorso degli artigiani tra di loro , sovvenendo quei soci che sono resi impotenti al lavoro da età o da malattia temporanea. Tende inoltre a promuovere l'istruzione, la moralità ed il benessere».
Nel corso degli anni la Società operaia ha perso la sua funzione originaria di mutuo soccorso diventando una associazione di carattere culturale e di utilità sociale.
Annesso alla sede è un piccolo museo del Risorgimento perugino, con preziosi cimeli insieme come alcune camicie rossa utilizzate da alcuni soci garibaldini in celebri imprese; la bandiera italiana che sventolò sulle mura di Porta San Pancrazio a Roma, durante i giorni della Repubblica romana; la nuova bandiera, in seta, della Società di mutuo soccorso, rappresentante il tricolore con il grifo passante ed una cassa, ricamata a mano, da Evelina Servadio, nel 1894, per festeggiare il trasferimento della sede; un busto in marmo dell'Eroe dei due mondi Giuseppe Garibaldi, opera dello scultore Giuseppe Frenguelli. Possiede inoltre una nutrita biblioteca ed il proprio archivio storico, tra cui un autografo dello stesso Garibaldi.